# Sécurité intérieure (série télévisée)
Sécurité intérieure est une série télévisée française en 8 épisodes de 52 minutes, diffusée entre le 1er juillet 2007 et le 22 juillet 2007 sur Canal+.

## Distribution
- Stéphane Freiss : Commandant Simon Foucault
- Charley Fouquet : Capitaine Laura Girard
- Artus de Penguern : Commissaire divisionnaire Paul Arrighi
- Élisabeth Vitali : Elisabeth Kantor
- Samuel Labarthe : Le président Savin
- Matthias Van Khache : Bug

## Épisodes
1. Secret Défense
2. Immunité Diplomatique
3. L'échange
4. Flashback
5. Otages (1e partie)
6. Otages (2e partie)
7. Le Cheval de Troie
8. Paranoïa

## Remarques
Les personnages qui sont censés appartenir à la Sécurité Intérieure, portent lors de leurs interventions des brassards de police. Or ils ne font pas partie de la Police mais de la Sécurité Intérieure, qui est une entité publique totalement différente. On suppose[Qui ?] que ces femmes et hommes travaillent pour la DCRI (ancêtre de la DGSI, en fonction à l’époque)[Interprétation personnelle ?].